# Marc Davis (astrofísico)
Marc Davis. (Canton, Ohio, 8 de septiembre de 1947) es un astrofísico estadounidense, profesor de astronomía y física en la Universidad de California en Berkeley.
Davis recibió su graduación en el Instituto Tecnológico de Massachusetts (MIT) en 1969, y obtuvo su tesis doctoral en la Universidad de Princeton en 1973.
Entre 1974 y 1981 dio clases en el departamento de astronomía de Harvard donde, junto a otros colegas como John Huchra, dirigió el estudio de galaxias Centro de astrofísica Harvard-Smithsonian (CfA), el primer estudio de Corrimiento al rojo, elaborando un mapa preliminar que incluía 2400 galaxias y sus distancias, lo que motivó su interés en las simulaciones de N-cuerpos del Universo.
Desde 1981 es profesor de física en la Universidad de California en Berkeley. Siguiendo con su estudio, empezó a desarrollar otros modelos teóricos para los cúmulos de galaxias, mediante simulaciones por ordenador. En 1983 demostró que los modelos de cúmulos de galaxias basados en la "materia oscura caliente" tenían fallos. Trabajó con otros científicos en la evolución del universo basada en una "materia oscura fría".
Sus investigaciones abarcan la física del cosmos, campos de velocidad a gran escala, la formación de estructuras en el universo, astronomía extragaláctica, observación y teoría del cosmos, distribución y cúmulos de galaxias, y la evolución de estructuras a gran escala.
En junio de 1993 sufre un derrame cerebral.

## Premios y reconocimientos
Ha sido elegido tanto para la Academia Nacional de las Ciencias (1991) como para la Academia Americana de las Artes y las Ciencias (1992). En 1982 recibió el Premio Newton Lacy Pierce en Astronomía. En 2006 fue galardonado con el Premio Dannie Heineman de Astrofísica del Instituto Estadounidense de Física y la Sociedad Astronómica Estadounidense.